# Muzaki
Muzaki (gr. Μουζάκι) – miejscowość w Grecji, w administracji zdecentralizowanej Tesalia-Grecja Środkowa, w regionie Tesalia, w jednostce regionalnej Karditsa. Siedziba gminy Muzaki. W 2011 roku liczyła 1961 mieszkańców.